# Park Narodowy Bogani Nani Wartabone
Park Narodowy Bogani Nani Wartabone – park narodowy leżący w północnej części wyspy Celebes, na półwyspie Minahasa. Utworzony został w roku 1982 pod nazwą Dumoga Bone. Ma powierzchnię 287 115 hektarów.

## Warunki naturalne i roślinność
Temperatura na terenie parku waha się między 21 a 31 °C. Wysokość wynosi od 50 do 2000 m n.p.m., zaś roczna suma opadów 1200–2000 mm. Wśród roślin najczęściej spotykane są Piper aduncum, Trema orientalis oraz przedstawiciele rodzaju Macaranga. Do roślin zagrożonych znajdywanych na terenie parku należą Pholidocarpus ihur, Diospyros celebica, przedstawiciele rodzaju Intsia, Arcangelisia flava oraz Amorphophallus companulatus.

## Fauna

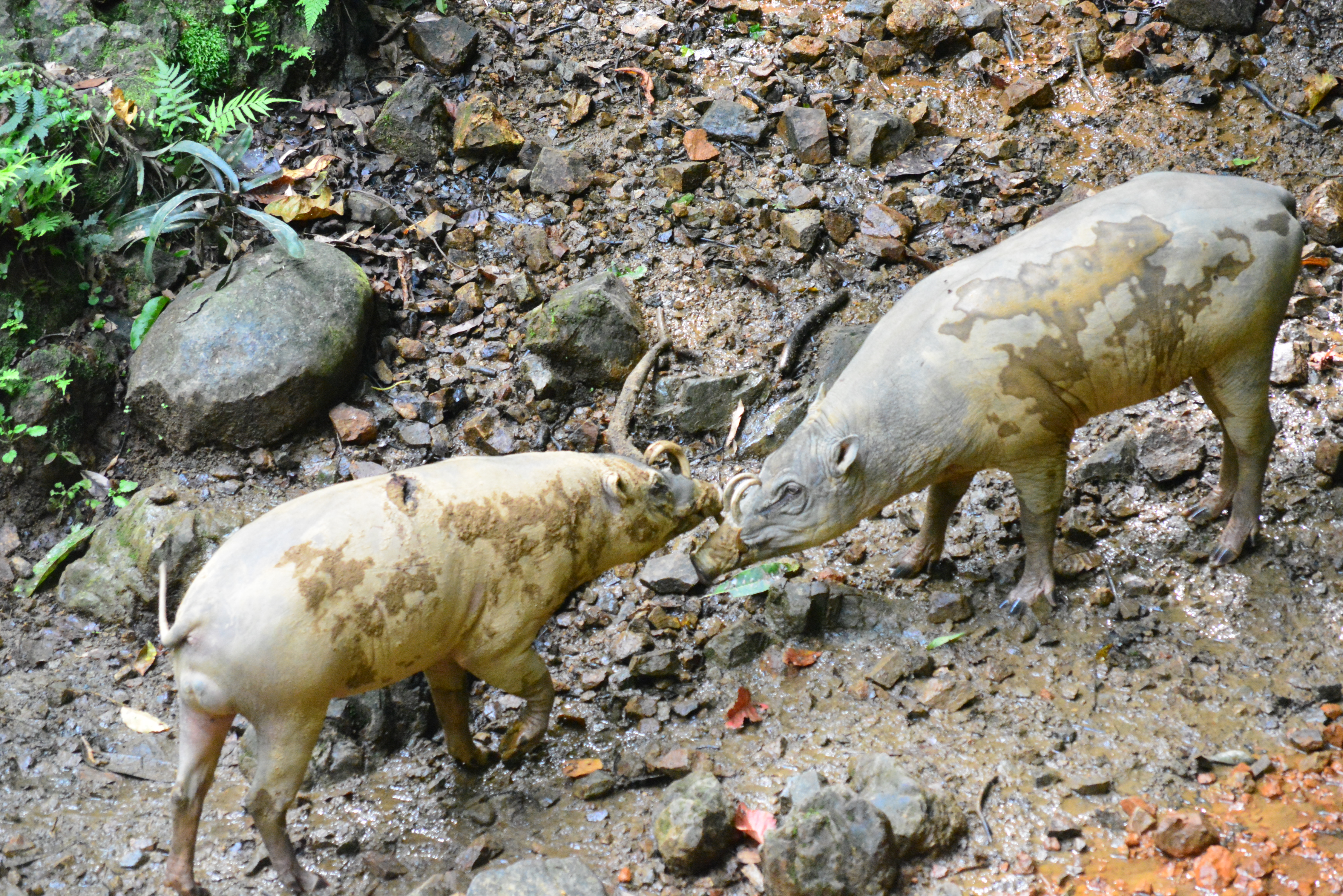
Babirussy sulaweskie z rodziny świniowatych sfotografowane na terenie parku

Na terenie parku występują 24 gatunki ssaków, 11 gatunków gadów, 2 gatunki płazów, 38 gatunków motyli, 200 gatunków chrząszczy oraz 19 gatunków ryb. Większość gatunków zasiedlających teren parków jest endemiczna dla Celebesu, jak na przykład makak czubaty (Macaca nigra), makak czarnawy (Macaca nigriscens), wyrak upiorny (Tarsius tarsier), łaskuniak brązowy (Macrogalidia musschenbroekii), anoa nizinny (Bubalus depressicornis), anoa górski (Bubalus quarlesi) oraz babirussa sulaweska (Babyrousa celebensis).

## Awifauna
Od roku 2004 park narodowy Bogani Nani Wartabone uznawany jest za Important Bird Area. Występują tu dwa krytycznie zagrożone gatunki – kakadu żółtolica (Cacatua sulphurea) i nogal hełmiasty (Macrocephalon maleo) oraz dwa narażone na wyginięcie gatunki chruścieli – wodnik chrapliwy (Aramidopsis plateni) i derkaczak gołolicy (Gymnocrex rosenbergii). Z niezagrożonych gatunków występują tu m.in. dżunglówka szara (Cyornis sanfordi), sowy – sowica cynobrowa (Ninox ios) i płomykówka rdzawolica (Tyto inexspectata), a także przedstawiciele kraskowych, jak liliouch (Cittura cyanotis), kraska purpurowa (Coracias temminckii), zimorodek pąsowy (Ceyx fallax), żołna purpurowogłowa (Meropogon forsteni), dzioborożec bruzdodzioby (Rhabdotorrhinus exarhatus) oraz dzioborożec hełmiasty (Rhyticeros cassidix).